# 게이큐 가와사키역
게이큐 가와사키역(일본어: 京急川崎駅、けいきゅうかわさきえき)(영어: Keikyū Kawasaki Station)은 가나가와현 가와사키 시 가와사키 구에 있는 게이힌 급행 전철의 역이다. 역 번호는 KK20이다.

## 이용 가능 철도 노선
- 게이힌 급행 전철
  - 본선
  - 다이시 선

## 역사
- 1902년 9월 1일: 가와사키역으로 영업 개시.
- 1925년 11월 1일: 도카이도 본선에 가와사키 역이 영업을 개시함에 따라 게이힌 가와사키 역(京浜川崎駅)으로 역명 변경.
- 1966년 12월 10일: 입체화됨.
- 1987년 6월 1일: 게이큐 가와사키 역으로 역명 변경.
- 2002년 10월 12일: 일중의 요코하마 방면 ~ 하네다 공항간 직통운전 개시하에, 시나가와 방면 쾌특과 하네다 공항 방면 특급의 분할·병합을 하게 된다. 또, 시나가와 방면의 인상선은 하행 본선으로부터 직접 진입할 수 있도록 개량된다.
- 2008년 12월 20일: 본선 상에 역 멜로디 도입.
- 2010년 5월 16일: 다이어 개정에 의해 에어포트 급행의 정차역이 됨.

## 역 구조
본 역은 복층 구조로 되어 있으며 1층은 개찰구 및 다이시 선 승강장이, 2층에 본선 승강장이 있다.
다이시 선은 2면 2선의 두단식 승강장으로, 1 ~ 3번 선을 사용한다. 2,3번 선은 동일한 선로, 2번 선은 하차 전용이다. 보통 대부분의 시간대는 3번 선만 사용하고 있다. 각 승강장에서는 역 자동 방송이 사용되고 있다. 다만, 설날 삼가일에 가와사키다이시에 대한 첫 참배객이 북적거리는 경우에는 1번 선을 사용하고 환승 편의를 위해 3번 선을 하차 전용으로, 2번 선을 승차 승강장으로 하는 경우가 있다. 그래서, 2번 승강장의 "하차 전용 승강장"의 안내판은 "승차 전용 승강장"으로 표기가 바꿀 수 있도록 되어 있다.
본선은 고가 상에 있는 섬식 승강장 2면 4선으로 부번은 다이시 선에서 연속된 4 ~ 7번 선이다. 보통 전차와 일부 공항 급행은 우등 열차의 완급 접속이나 "게이큐 윙 호"(하행의 평일 야간에만) 통과 대피를 하기 때문에 5,6번 선을 "게이큐 윙 호", 쾌특, 특급, 대피하지 않는 포트 급행, 4,7번 선을 주로 보통으로 대피하는 에어 포트 급행이 사용한다. 대피하지 않는 보통 5,6번 선의 본선에 입선한다. 또한, 일부 쾌특과 특급은 4번 선에 입선하다. 자동 방송은 없기 때문에 역무원의 안내가 이루어지고 있다.
하행선에서 12량 편성으로 운행되는 특급은 다음에 정차하는 가나가와신마치 방향의 승강장 유효 길이가 8량 편성분 밖에 없으므로, 본 역에서 뒤 4량을 회송한 뒤 가나가와신마치로 분리된다. 일부 열차는 뒤의 4량을 본 역에서 분리해서 정지 위치를 변경한 후, 본 역보다 먼저 보통 열차로 운행한다.
게이큐에서는 매년 1월 3일 하코네 역전 경주 귀로의 공항선 제1게이힌 건널목 차단 시간을 단축하기 위하여 운행 변경을 실시하였기 때문에 요코하마 방면에서 하네다 공항 발착 열차는 상하로 시나가와 발착에, 시나가와 방면에서 하네다 공항 발착 열차는 본 역 발착으로 각각 변경되었다. 2012년 10월 21일 고가화 공사 완공으로 인하여 2013년부터는 통상 다이아로 되었다.
다이시 선으로 본선은 측선을 통해서 연결되어 있지만 정기 영업 운전은 없다. 연말 연시의 철야 운전 등 때나 차량 점검할 때의 신마치 검차구의 회송 본선에 있는 유치선에서 출고 때 사용된다.
플랫폼 상에 있는 발차표는 본선이 반전 플랩식, 다이시 선이 LED식이다. 또한, 다이시 선의 것은 행선지 표시가 없이 3개 이후까지 열차 발차 시각과 역을 표시할 뿐이다. 또한, 어느 표시기에도 게이큐 가와사키에 정지되는 표시는 없다.
일부 마니아나 관계자 사이에서는 "가와사키"라고 생략할 수 있고 과거에는 일부 행선지 표시막도 "가와사키"라고 표시되었다.

### 승강장
| 번호  | 노선      | 방향 | 행선                                                                                             |
| ----- | --------- | ---- | ------------------------------------------------------------------------------------------------ |
| 1 - 3 | 다이시 선 | -    | 가와사키다이시・고지마신덴 방면                                                                  |
| 4・5  | 본선      | 하행 | 요코하마・미우라카이간 방면                                                                      |
| 6・7  | 본선      | 상행 | 하네다 공항・시나가와・아사쿠사・오시아게・인바니혼이다이 · 나리타 공항 방면 ( 도영 아사쿠사 선) |

## 역 주변
- 가와사키 시청
- 가와사키역(동일본 여객철도 도카이도 본선, 난부 선)
- 가와사키 경마장
- 가와사키 경륜장
- 국도 15호선
- 국도 132호선
- 국도 409호선

## 사진

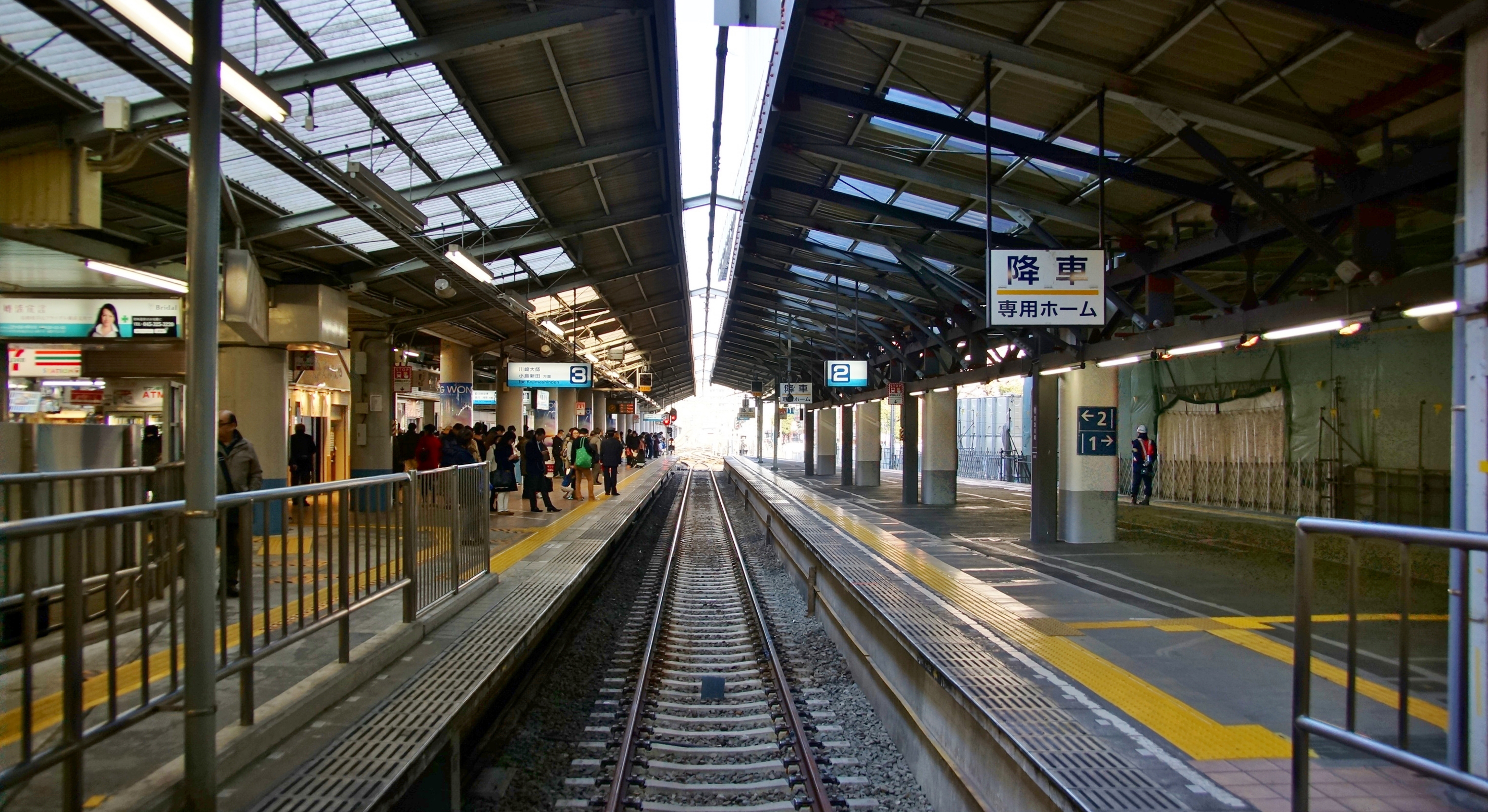
다이시 선 승강장

## 인접역
| 게이힌 급행 전철 본선            | 게이힌 급행 전철 본선 | 게이힌 급행 전철 본선           |
| -------------------------------- | --------------------- | ------------------------------- |
| KK11 게이큐 가마타 시나가와 방면 | ■ 쾌특                | 요코하마 KK37 미사키구치 방면   |
| KK11 게이큐 가마타 시나가와 방면 | ■ 특급                | 가나가와신마치 KK34 우라가 방면 |
| KK11 게이큐 가마타 시나가와 방면 | ■ 에어포트 급행       | 게이큐 쓰루미 KK29 우라가 방면  |
| KK19 로쿠고도테 시나가와 방면    | ■ 보통                | 핫초나와테 KK27 우라가 방면     |
| 게이힌 급행 전철 다이시 선       |                       |                                 |
| (시종점역)                       |                       | 미나토초 KK21 고지마신덴 방면   |